# إمليخهايم

إمليخهايم هي سامتخيمينده («بلدية مجمعة») في ضاحية Bentheim في سكسونيا السفلى، ألمانيا. ومقرها بلدية إمليخهايم.
وتتكون سامتخيمينده إمليخهايم من البلديات التالية:
1. Emlichheim
2. Hoogstede
3. Laar
4. Ringe